# Nguyễn Chính Trung
Nguyễn Chính Trung tên khai sinh là Nguyễn Chí Chính (sinh ngày 10 tháng 10 năm 1932) là giáo sư, tiến sĩ, nhà giáo nhân dân Việt Nam, thiếu tướng, nguyên trưởng khoa thông tin tại học viện quân sự cấp cao (nay là Học viện Quốc phòng Việt Nam). Ông là người có nhiều cống hiến cho ngành Khoa học quân sự Việt Nam, và là một cán bộ quan trọng trong hai cuộc kháng chiến chống Pháp và kháng chiến chống Mỹ.

## Tiểu sử
- Nguyễn Chính Trung quê ở làng Phù Yên, xã Trường Yên, huyện Chương Mỹ, tỉnh Hà Tây (nay thuộc thủ đô Hà Nội). Bố ông tên là Nguyễn Chí Niệm. Mẹ ông là Nguyễn Thị Trần. Ông là em trai của Nguyễn Chí Trực, nguyên trưởng ty Tài chính, nguyên trưởng ty Công Thương, nguyên tỉnh ủy viên tỉnh Hà Đông (cũ).
- Năm 1945, ông theo anh trai đi học ở Hà Nội.

## Sự nghiệp
- Năm 1950 khi diễn ra chiến dịch Biên Giới, ông nhập ngũ và bắt đầu tham gia Cách mạng. Sau đó, ông được cử đi học tại trường sỹ quan lục quân 1 (đại học Trần Quốc Tuấn).
- Năm 1953, ông được điều về sư đoàn 316 tham gia chiến dịch thượng Lào.
- Năm 1954, ông tham gia chiến dịch Điện Biên Phủ và là cán bộ thông tin vô tuyến điện của sư đoàn 312.
- Từ năm 1954 - 1956, ông được điều về bảo đảm thông tin cho nhiệm vụ tiếp quản tại khu vực Hòn Gai, Cẩm Phả. Sau đó, ông phụ trách mảng thông tin chủ yếu ở đảo Hòn Rồng.
- Từ năm 1956 - 1961, ông làm giáo viên Khoa Thông tin của trường sỹ quan lục quân Việt Nam.
- Từ năm 1961 - 1965, ông được cử đi học ở trường Đại học Bách Khoa Hà Nội về bộ môn Vô Tuyến Điện.
- Từ năm 1965 - 1977, ông đảm nhiệm chức trưởng bộ môn vô tuyến điện. Ông đồng thời là trưởng ban nghiên cứu Khoa Học Quân sự của trường sỹ quan thông tin (tách ra từ trường sỹ quan lục quân).
- Năm 1975, ông tham gia chiến dịch Tây Nguyên, làm công tác đảm bảo thông tin rồi tiếp quản hệ thống thông tin của địch. Tại Nha Trang, ông đã góp phần bảo vệ tốt trung tâm thông tin của địch để bộ đội ta tiếp quản. Ông cùng đoàn quân với đường dây thông tin liên lạc tiến thẳng vào chiến dịch Hồ Chí Minh.
- Từ năm 1977 - 1979, ông làm nghiên cứu sinh tại học viện quân sự cấp cao (nay là Học viện Quốc phòng Việt Nam). Ông được biệt phái lên Mặt trận Lạng Sơn (quân đoàn 5) để tham gia Chiến tranh biên giới Việt - Trung.
- Cuối năm 1979, ông là thực tập sinh tại Viện Tự động hóa chỉ huy tại viện IMAT Cộng hòa Dân chủ Đức.
- Từ năm 1981 - 2003, ông là giảng viên và lần lượt giữ cương vị phó trưởng khoa (1987) và trưởng khoa (1991) thông tin tại học viện quân sự cấp cao Hà Nội (nay là Học viện Quốc phòng).

## Đóng góp
Trong suốt sự nghiệp tham gia cách mạng và cống hiến cho giáo dục, ông đã có nhiều công trình nghiên cứu quan trọng:
- Khi ông là thực tập sinh tại Viện tự động hóa chỉ huy tại Cộng hòa Dân chủ Đức, ông đã tham gia nghiên cứu đề tài "Tính toán phân bố tần số tối ưu cho hệ thống Vô tuyến toàn quân." Công trình được đánh giá đạt mức xuất sắc bởi học viện IMAT.
- Năm 1988, ông bảo vệ thành công luận án Phó tiến sĩ "Dùng phương pháp sơ đồ hóa (graph) lập chương trình tối ưu và dạy học môn thông tin chiến dịch." Công trình được chọn báo cáo tại Hội nghị khoa học giáo dục toàn quốc.
- Trong quá trình công tác, ông luôn có ý thức tìm những phương pháp dạy học có hiệu quả và có nhiều công trình nghiên cứu về phương pháp giảng dạy như[1]:
  - "Đề xuất phương pháp lập chương trình môn học tối ưu và dạy học bằng phương pháp sơ đồ hóa (graph)"
  - "Những vấn đề chung về phương pháp dạy học ở Học viện Quốc phòng"
  - "Xây dựng phương pháp học tập chủ động trong quá trình học tập ở học viện quân sự cấp cao"
  - "Phương pháp nghiên cứu khoa học quân sự"
  - "Vận dụng phương pháp hệ thống cấu trúc trong quân sự"
- Ông có nhiều đóng góp trong việc soạn thảo quá trình môn học Thông tin liên lạc và Tác chiến điện tử trong chiến tranh bảo vệ Tổ quốc trong giai đoạn hiện đại.
- Ngoài ra, ông còn có 8 công trình khoa học đề tài cấp bộ, 11 giáo trình, tài liệu, sách tham khảo, và nhiều các báo cáo khoa học đăng tải trên các tạp chí.

Trong quá trình giảng dạy và công tác giáo dục, ông đã hướng dẫn 24 nghiên cứu sinh, học viên cao học. Nhiều học viên của ông là những người có tầm vóc và cống hiến quan trọng sau này như trung tướng Nguyễn Chiến (nguyên Trưởng ban cơ yếu chính phủ), đại tá Đào Văn Giá (nguyên Trưởng ban cơ yếu chính phủ),...

## Danh hiệu
- Năm 1989, ông được phong làm phó giáo sư Khoa Học Quân sự.
- Năm 1992, ông được trao tặng danh hiệu nhà giáo ưu tú.
- Năm 1998, ông được trao tặng danh hiệu nhà giáo nhân dân Việt Nam.
- Năm 2002, ông được phong làm giáo sư Khoa Học Quân sự.
- Năm 2000, ông được trao tặng danh hiệu chiến sĩ thi đua toàn quân.
- Ông còn nhận được nhiều danh hiệu khen thưởng khác:
  - Về Cách mạng:
    - Huân chương kháng chiến hạng nhất
    - Quân công hạng ba
    - Chiến công hạng ba
    - Huân chương chiến thắng hạng ba
    - Huân chương chiến sĩ vẻ vang hạng nhất, nhì, ba

  - Về Giáo dục và khoa học:
    - Huy chương quân kỳ quyết thắng
    - Huy chương vì sự nghiệp giáo dục
    - Huy chương vì sự nghiệp khoa học công nghệ

## Câu nói
Điều tâm huyết nhất mà tôi vẫn thực hiện và muốn truyền lại cho con cháu đó là câu nói của một nhà văn hào Pháp mà thầy giáo đã đọc cho chúng tôi nghe trong buổi học cuối cùng trước khi ghi tên nhập ngũ (tháng 1 năm 1950). Câu đó là: "Không tha thiết thì không làm nên được việc gì. Hãy giữ lấy ngọn lửa ấy trong lòng hỡi thanh niên, còn nó người còn trẻ, nếu nó mất thì dù hai mươi tuổi người cũng đã già rồi!"